# Zygota nigra
Zygota nigra är en stekelart som först beskrevs av Thomson 1858.  Zygota nigra ingår i släktet Zygota, och familjen hyllhornsteklar. Arten är reproducerande i Sverige.